# Port lotniczy Tau
Port lotniczy Tau – port lotniczy zlokalizowany w miejscowości Tau, na wyspie Tau (Samoa Amerykańskie).